# Énergie à Maurice (pays)
Le secteur de l'énergie à l’Île Maurice est dominé par les énergies fossiles tout en intégrant une part significative (10 %) de biomasse, issue de la bagasse, résidu de la canne à sucre. La population mauricienne de 1,3 million d'habitants bénéficie de l'un des meilleurs taux d'accès à l'électricité d'Afrique, tandis que l'économie mauricienne est souvent présentée comme étant l'une des économies les plus performantes du continent.
La part des énergies renouvelables modernes est minoritaire et a eu tendance à diminuer ces dernières décennies avec l'électrification du pays, au fur et à mesure que les barrages de rivière, peu fiables en cas de sécheresses, étaient suppléés par des centrales thermiques. Toutefois, la tendance semble s'inverser depuis le début des années 2010, marquées par la mise en place en 2015 d'une Agence pour les énergies renouvelables, et par la multiplication de financements octroyés à des projets photovoltaïques, éoliens, et dans une moindre mesure, géothermiques. L'inauguration en septembre 2019 du premier tramway du pays, supposé à terme traverser en vertical l'île de 1 865 km2, est également une étape majeure vers l'électrification des transports et la lutte contre la dépendance aux énergies fossile comme contre le réchauffement climatique.
L'objectif du gouvernement mauricien est d'atteindre 35 % d'électricité d'origine renouvelable en 2025, et 60 % en 2030. Le Ministre mauricien de l'Énergie est Hon Georges Pierre Lesjongard, et la politique énergétique du pays est en partie pilotée par le Central Electricity Board (CEB) fondée en 1952, mais celui-ci ne produit que 40 % de l'électricité de l'île, les 60 % restants venant de producteurs indépendants. Ceux-ci sont notamment constitués par des exploitants sucriers, mais aussi de plus en plus, par des ménages équipés de panneaux solaires.

## Production et consommation de l’Île Maurice

### Énergie primaire
| Années                        | 1990 | 1994 | 1998 | 2002 | 2006 | 2010 | 2014 | 2018 |
| Pétrole                       | 335  | 443  | 527  | 600  | 689  | 660  | 713  | 799  |
| Charbon                       | 35   | 39   | 44   | 193  | 298  | 412  | 457  | 448  |
| Biomasse                      | 290  | 243  | 292  | 251  | 248  | 233  | 206  | 193  |
| Autres énergies renouvelables | 7    | 7    | 9    | 7    | 7    | 9    | 8    | 11   |
| Total (Ktoe)                  | 667  | 732  | 872  | 1051 | 1242 | 1314 | 1384 | 1451 |

Source : Agence Internationale de l'Énergie
La consommation d'énergies primaire à l’Île Maurice a plus que doublé entre 1990 et 2018, passant de 667 à 1461 milliers de tonnes équivalent pétrole. En volume c'est la consommation de pétrole qui a le plus augmenté sur cette période, mais en pourcentage c'est le charbon dont la part a le plus augmenté dans le mix énergétique mauricien, passant de 5 % à 30 % de celui-ci.
En 2018, l’Île Maurice a importé près de 3 millions de tonnes de combustibles fossiles, dont 56 % de produits pétroliers et 44 % de charbon. Le 1,6 million de tonnes de produits pétroliers importés en 2018 se composent de 663 000 tonnes de fioul (40 %), 330 000 tonnes de diesel (20 %), 307 000 tonnes de kérosène (19 %), 172 000 tonnes d'essence (10 %) et 169 000 tonnes de gaz de pétrole liquéfié (10 %). Entre 2018 et 2019, les importations de matières premières énergétiques ont augmenté de 2,5 %, en raison d'une hausse de 11,8 % produits pétroliers, et d'une baisse de 8,7 % pour le charbon.

### Production d'électricité

#### Évolution du mix électrique
Isolée dans l’océan Indien, l’Île Maurice ne peut compter que sur elle-même pour produire son électricité. Pour autant, son électrification a commencé dès 1881, lorsque l'éclairage de la ville de Curepipe a commencé à être électrifié (la même année que Paris et New York), avec du courant produit à partir de gaz naturel. L'électrification de l’île alors sous contrôle britannique progresse pendant la première moitié du XXe siècle avec l'installation de petites centrales hydroélectriques sur les rivières, puis se centralise peu à peu après la Seconde Guerre mondiale. En 1952, le Central Electricity Board (CEB) est fondé pour organiser la politique énergétique du territoire, qui bascule progressivement vers le thermique, plus fiable et pilotable alors que la production hydroélectrique est menacée par les sécheresses. La centrale électrique de Saint Louis est ainsi la première centrale thermique mise en service par le CEB en 1955.
En 2020, le CEB produit environ 40 % de l'électricité de l'île (les 60 % vient de producteurs indépendants).
| Années           | 1990 | 1994 | 1998 | 2002 | 2006 | 2010 | 2014 | 2018 |
| Pétrole          | 489  | 758  | 1020 | 906  | 1029 | 995  | 1081 | 1223 |
| Charbon          | 48   | 51   | 93   | 506  | 798  | 1040 | 1260 | 1260 |
| Biomasse         | 158  | 163  | 320  | 452  | 446  | 550  | 477  | 460  |
| Hydroélectricité | 85   | 76   | 105  | 86   | 77   | 101  | 91   | 125  |
| Photovoltaïque   | 0    | 0    | 0    | 0    | 0    | 0    | 0    | 49   |
| Vent             | 0    | 0    | 0    | 0    | 0    | 3    | 3    | 15   |
| Total (GWh)      | 780  | 1048 | 1538 | 1950 | 2350 | 2689 | 2912 | 3132 |

Source : Agence Internationale de l'ÉnergieFort Victoria power station (Maurice).jpg

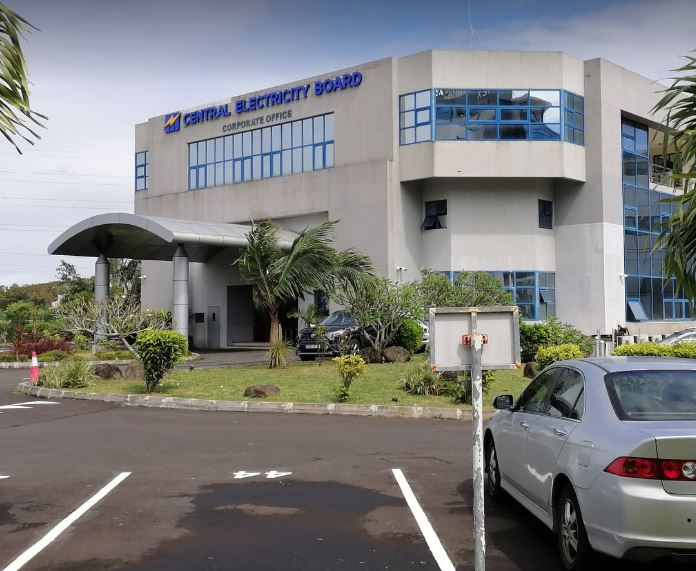
Bureau du Central Electricity Board à la cybercity d'Ébène
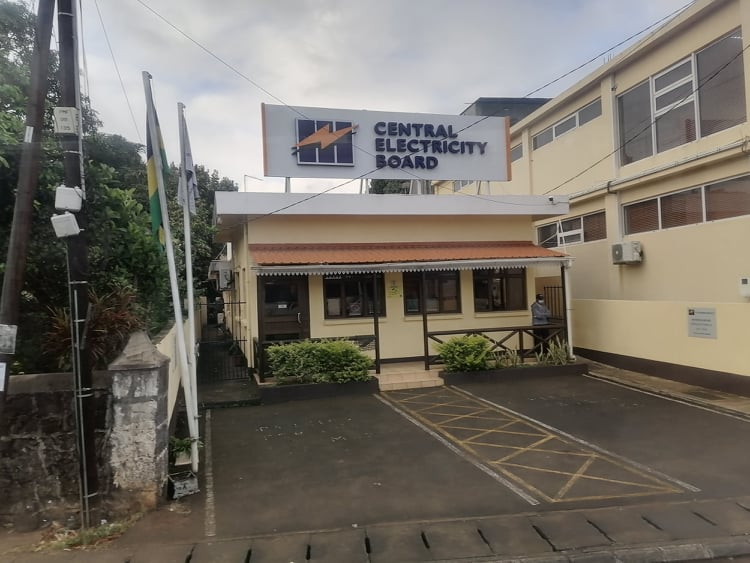
Bureau du Central Electricity Board à Pamplemousses
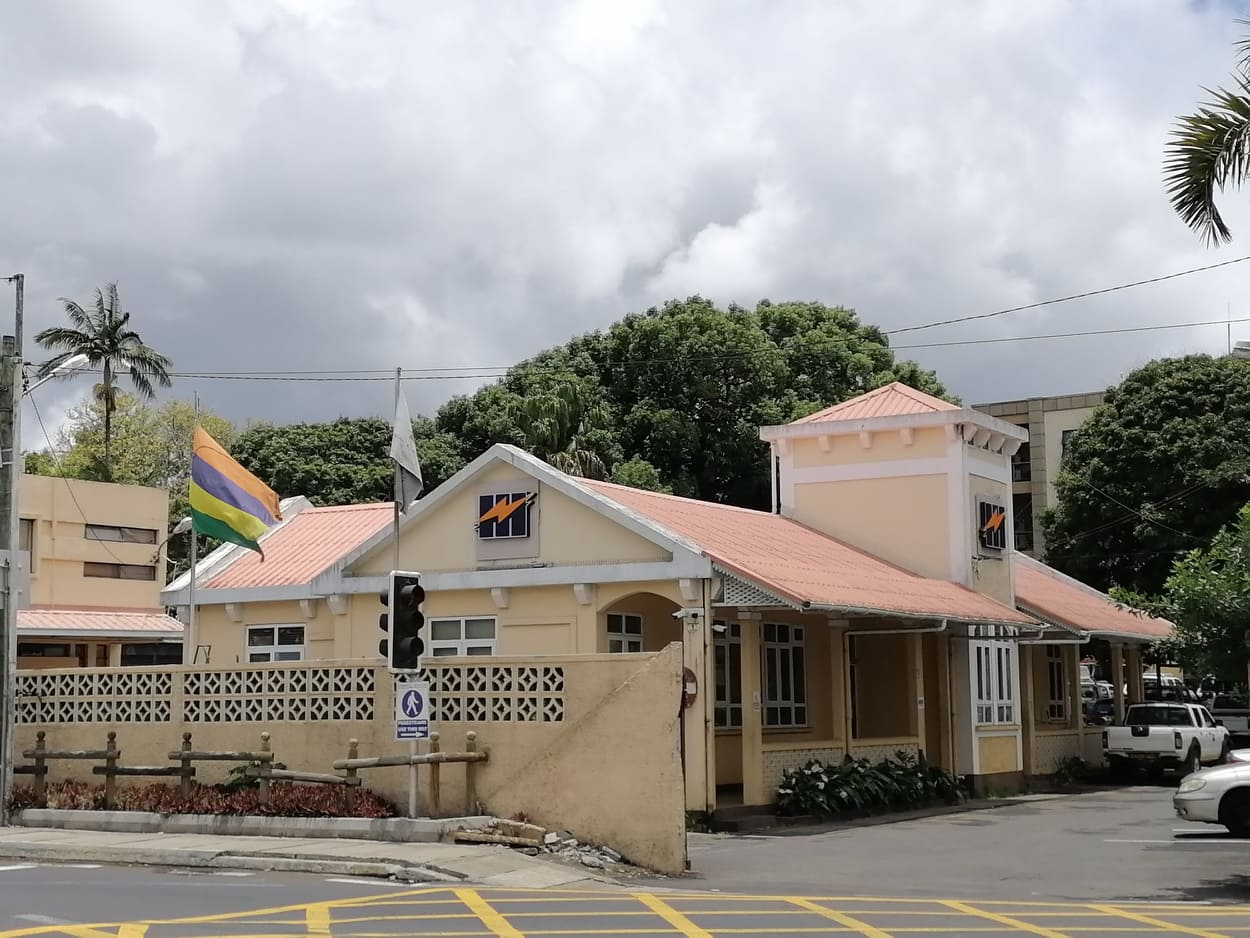
Bureau du Central Electricity Board à Vacoas-Phœnix

Depuis le milieu du XXe siècle la production d’électricité à l’Île Maurice devient peu à peu dominée par le pétrole, mais la part du charbon augmente fortement depuis le début des années 2000, dépassant celle des hydrocarbures au début des années 2010.
La forte croissance de la part du charbon dans le mix électrique mauricien commence dans la deuxième moitié des années 1990. En 2020, le charbon consommé par l'Ile Maurice est essentiellement importé d'Afrique du Sud, et contribue à environ 60 % de la production en électricité du pays. Cette proximité géographique et les importantes relations commerciales bilatérales entre l'Ile Maurice et l'un des principaux producteurs de charbon dans le monde (l'Afrique du Sud occupe la 7ème place de ce classement en 2020), explique en grande partie le recours à cette énergie fossile.
À noter toutefois que le gouvernement mauricien prévoit d'éliminer ce combustible du mix énergétique du pays d'ici 2030. L'objectif du gouvernement mauricien est d'atteindre 35 % d'électricité d'origine renouvelable en 2025, et 60 % en 2030. En août 2018, le gouvernement mauricien déclare que l'option nucléaire dans le mix électrique du pays n'est pas envisagée car elle n’est pas considérée comme économiquement viable, et serait son image négative nuisible au secteur touristique.
En mai 2022, le CEB lance un appel à manifestation d’intérêt pour une centrale thermique à gaz flottante devant produire 80 à 100 MW, pour compenser à l’arrêt de la centrale de Terragen, ce qui introduirait le gaz dans le mix énergétique mauricien.
Le 10 décembre 2019 à 14h, la production électrique de Maurice connait un pic historique de 507,2 Mégawatts. Environ 500.000 ménages sont abonnés au CEB.

#### Principales centrales électriques
Le CEB possède quatre centrales électriques, toutes situées à la capitale Port-Louis (St-Louis avec 102 MW, Fort Victoria avec 103 MW, Nicolay avec 70 MW et Fort-George avec 127 MW), tandis que trois autres centrales sont détenues par des producteurs indépendants (Independent Power Producer). Les IPP sont à l’origine des compagnies sucrières, qui à l'origine produisaient du courant avec la bagasse, mais leurs centrales thermiques intègrent maintenant du charbon dans leur fonctionnement.
Les principales centrales électriques du pays sont, :
| Centrale                        | Combustible                   | Exploitant | Mise en service | Localisation | Puissance | Effectifs    |
| ------------------------------- | ----------------------------- | ---------- | --------------- | ------------ | --------- | ------------ |
| Fort-George Power Station       | Fioul et gaz naturel liquéfié | CEB        | 1991            | Port-Louis   | 134 MW    |              |
| Saint-Louis Power Station       | Diesel                        | CEB        | 1955            | Port-Louis   | 110 MW    |              |
| FortVictoria Power Station      | Diesel                        | CEB        | 2011            | Port-Louis   | 117 MW    |              |
| Nicolay Power Station           | Diesel                        | CEB        | 1988            | Port-Louis   | 75 MW     |              |
| Centrale thermique de Belle-Vue | Bagasse et charbon            | Terragen   | 2000            | Mapou        | 70 MW     | 49 personnes |
| Centrale thermique du Sud       | Bagasse et charbon            | Omnicane   | 2006            | L'Escalier   | 35 MW     | 35 personnes |
| Centrale thermique de Savannah  | Bagasse et charbon            | OTEO LB    | 2006            |              | 90 MW     | 80 personnes |

La capacité installée de l’Île Maurice est passée de 634 MW en 2013 à 847,44 MW à fin 2018.

##### Centrale thermique de Saint Louis

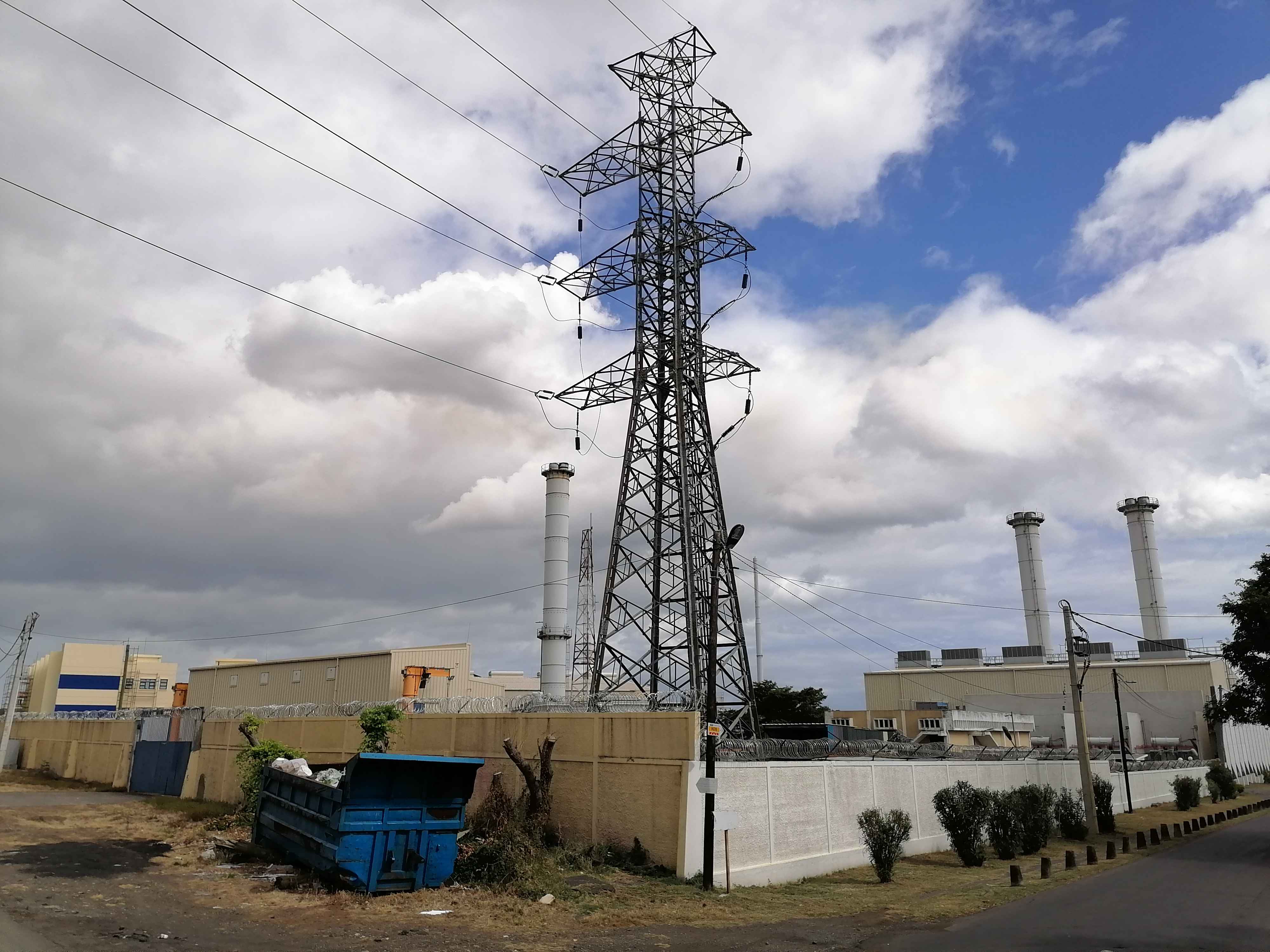
Centrale électrique de Saint Louis à Port-Louis

La centrale thermique de Saint Louis est située à 5 km au sud de la capitale Port-Louis et fonctionne depuis 1955, ce qui en fait la plus ancienne centrale thermique du pays. Troisième principale centrale électrique du pays, alimente au fioul lourd, elle contribue entre 17 et 18 % de la production électrique nationale.
Cette centrale a fait l'objet d'aménagements, d'agrandissements et d’augmentations de sa puissance entre 2016 et 2018,

##### Centrale thermique de Fort-George

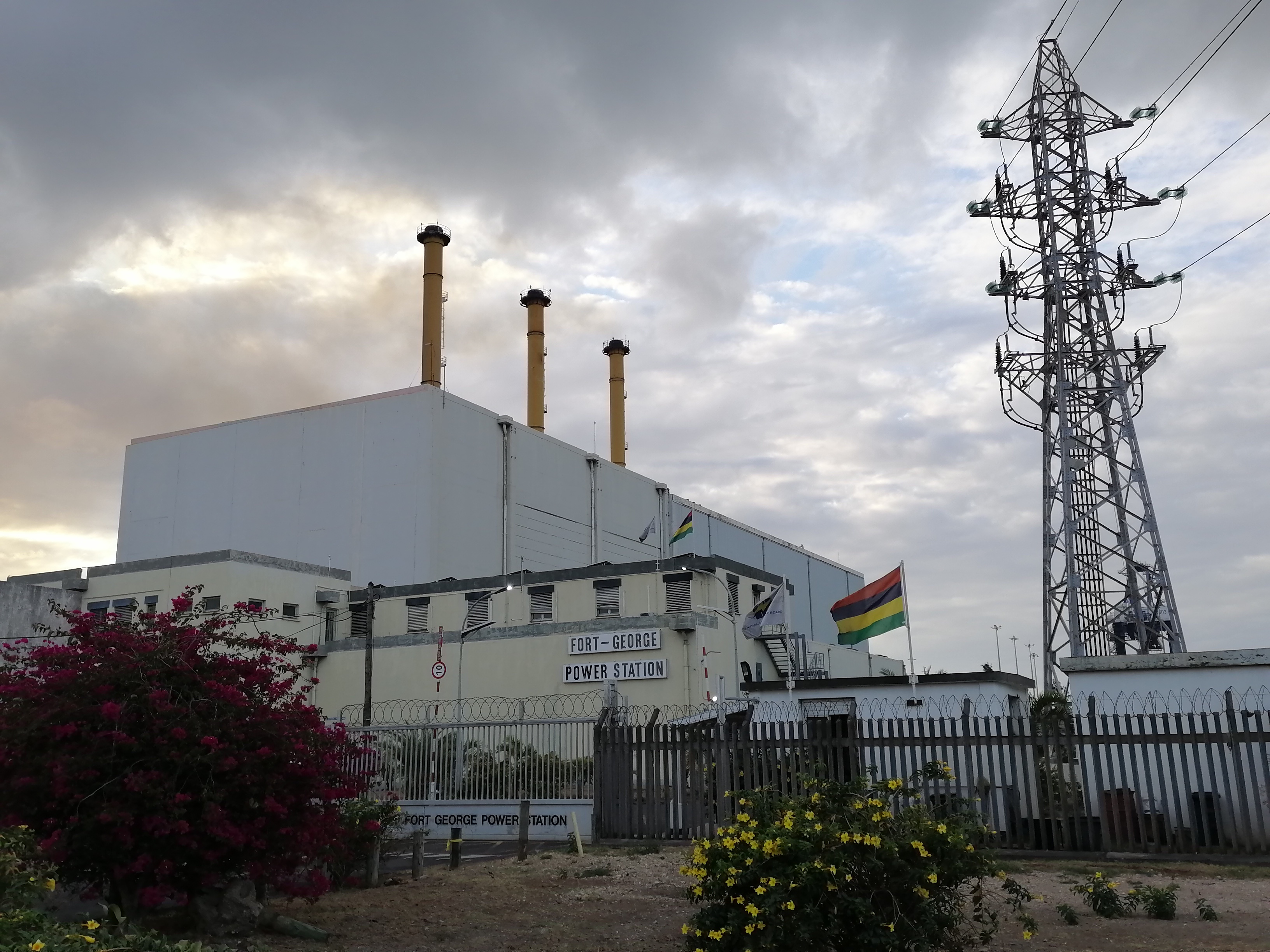
La Centrale thermique de Fort-George à Port-Louis

La centrale thermique de Fort-George est située au nord de Port-Louis et fonctionne depuis 1991. C'et la plus grande centrale électrique de Maurice, et assure plus d'un cinquième de la production électrique du pays. Sa structure en béton a été construite sur un système de « micropieux » et s’étend jusqu’à environ 25 mètres sous le niveau du sol.
L’unité de production numéro 3 de la marque Mitsui-MAN B&W 9K80 MCS a été conçue, installée et mise en service en 1996 lors de la phase II du projet de réaménagement et roule pendant 7 000 heures annuellement.
En décembre 2021, cette centrale avait cumulé 181 778 heures de fonctionnement.
En 2017, le CEB annonce un projet de construction d'une centrale thermique à gaz à Fort-George pour diversifier le mix électrique de Maurice et privilégier une source moins émettrice de gaz à effet de serre.

##### Centrale thermique de  Fort-Victoria

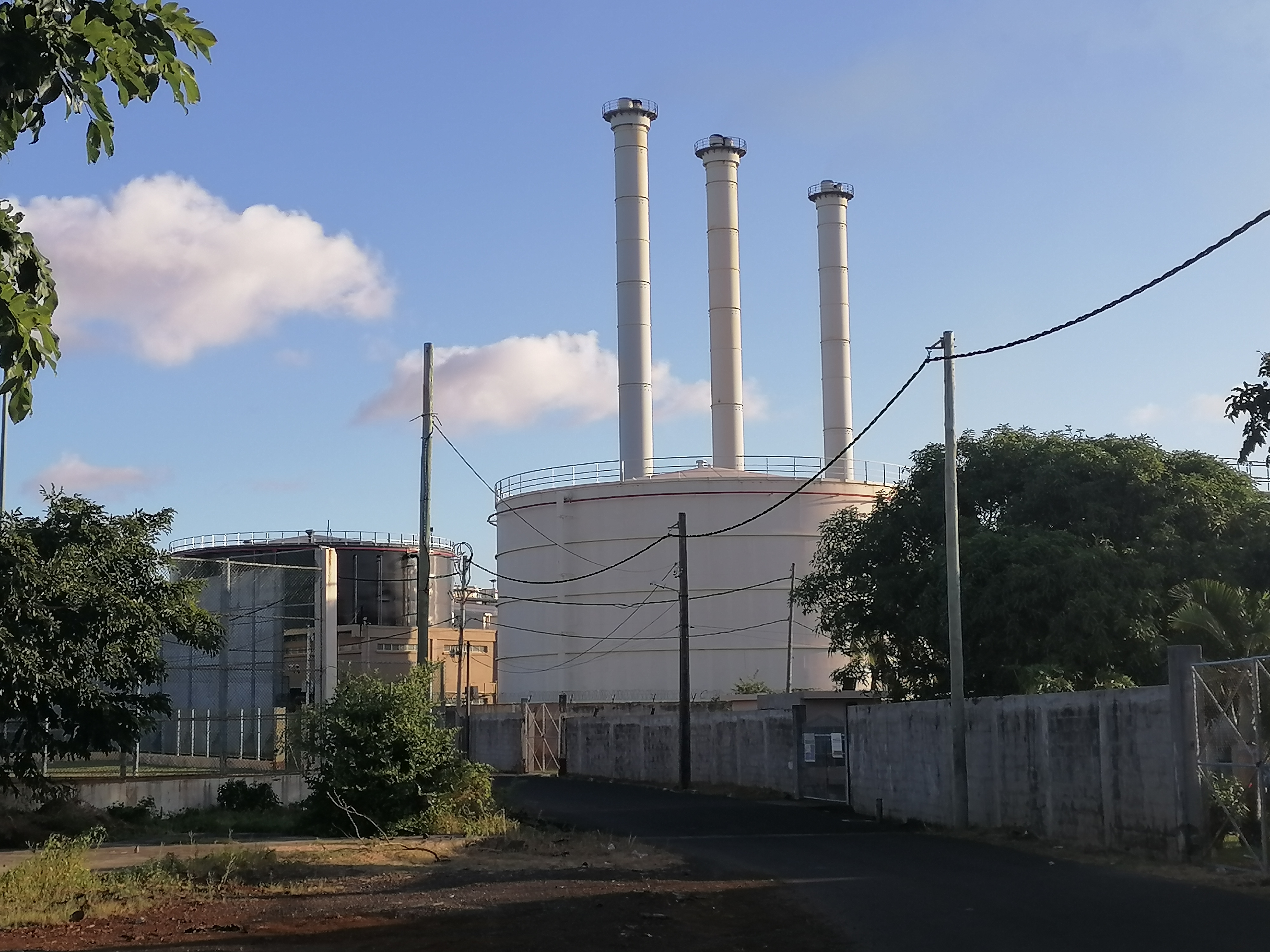
La centrale électrique de Fort-Victoria à Port-Louis

La centrale thermique de Fort Victoria est située à Port-Louis et fonctionne depuis 2011 (inaugurée en juillet 2012). Les travaux de construction ont été effectués par la Burmeister & Wain Scandinavian Contractor, firme danoise spécialisée dans l’installation des moteurs producteurs d’énergie, et son partenaire local PAD & CO. Ces derniers ont nécessité un investissement de 88 millions de dollars.
Cette centrale thermique génère 60 MW d'électricité grâce à quatre turbines générant chacune 15 MW.

##### Centrale thermique de Nicolay
La station Nicolay a quatre turbines tournant au gaz et au kérosène, qui ont une capacité de 75MW.

##### Omnicane
Omnicane possède deux centrales thermiques situées à une quinzaine de kilomètres l'une de l'autre au sud de l'île : la principale est appelée « La Baraque » au village de l'Escalier avec une turbine de 90 MW, et l'autre, plus petit, est située à Saint-Aubin d’une capacité de 35 MW.

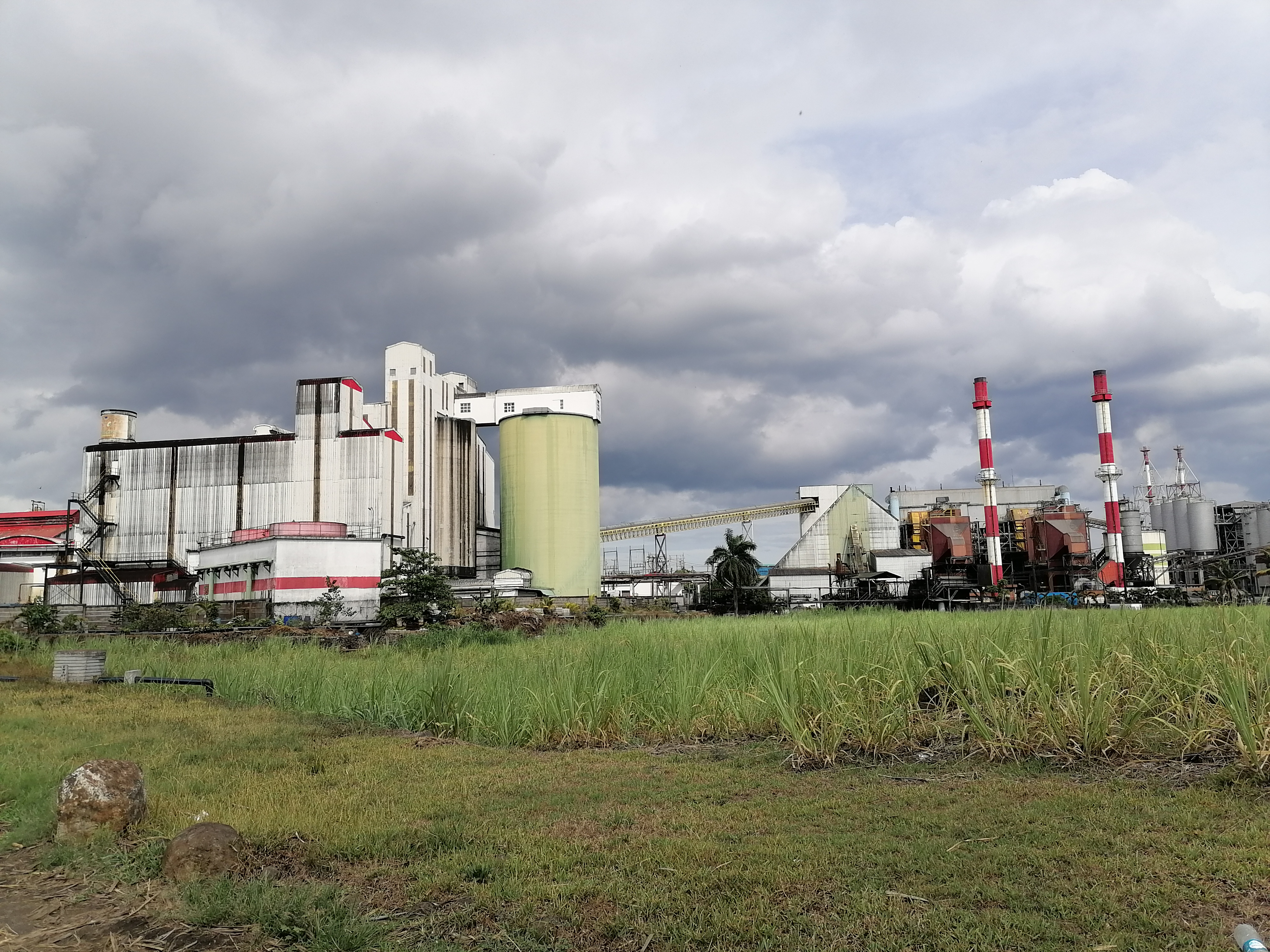
Centrale thermique La Baraque d'Omnicane située à L'Escalier, au sud-est de l'Île Maurice

Producteur du tiers de la canne à sucre de Maurice, Omnicane produit aussi avec ses deux centrales thermique, 43% de l'électricité de l'île et emploie près de 2 000 personnes.
La Baraque, mise en service en 2006, produit environ 30 % de l'électricité, et 40% de l’énergie renouvelable à base de bagasse du pays. C'est aussi la plus grand centrale électrique fonctionnant à la bagasse sucrière du monde, mais ce n'est pas la seule biomasse qu'elle utilise comme combustible : des copeaux et granulés de bois y sont ajoutés. En revanche, la centrale thermique d'Omnicane à Saint Aubin, entrée en service en 2008, ne fonctionne qu'au charbon.
En août 2017, le groupe Omnicane lance un projet de production d'électricité à partir de biogaz issu de la canne à sucre et de biométhanisation de la vinasse.

##### Terragen
La centrale thermique de Bellebue appartenant à Terragen, fruit d’une joint-venture entre la société sucrière locale Terra (qui gère 5 000 hectares de cultures de canne), et Albioma, est la première de l'océan Indien à miser sur la paille de canne. Elle fait partie des « Independent Power Producers » et est entrée en opération en juillet 2000, après avoir signé un contrat de 20 ans avec le CEB. Cette centrale contribue entre 15 et 17 % de la production d’électricité nationale, soit 70 mégawatts (MW) avec deux turbines de 35 MW chacune.

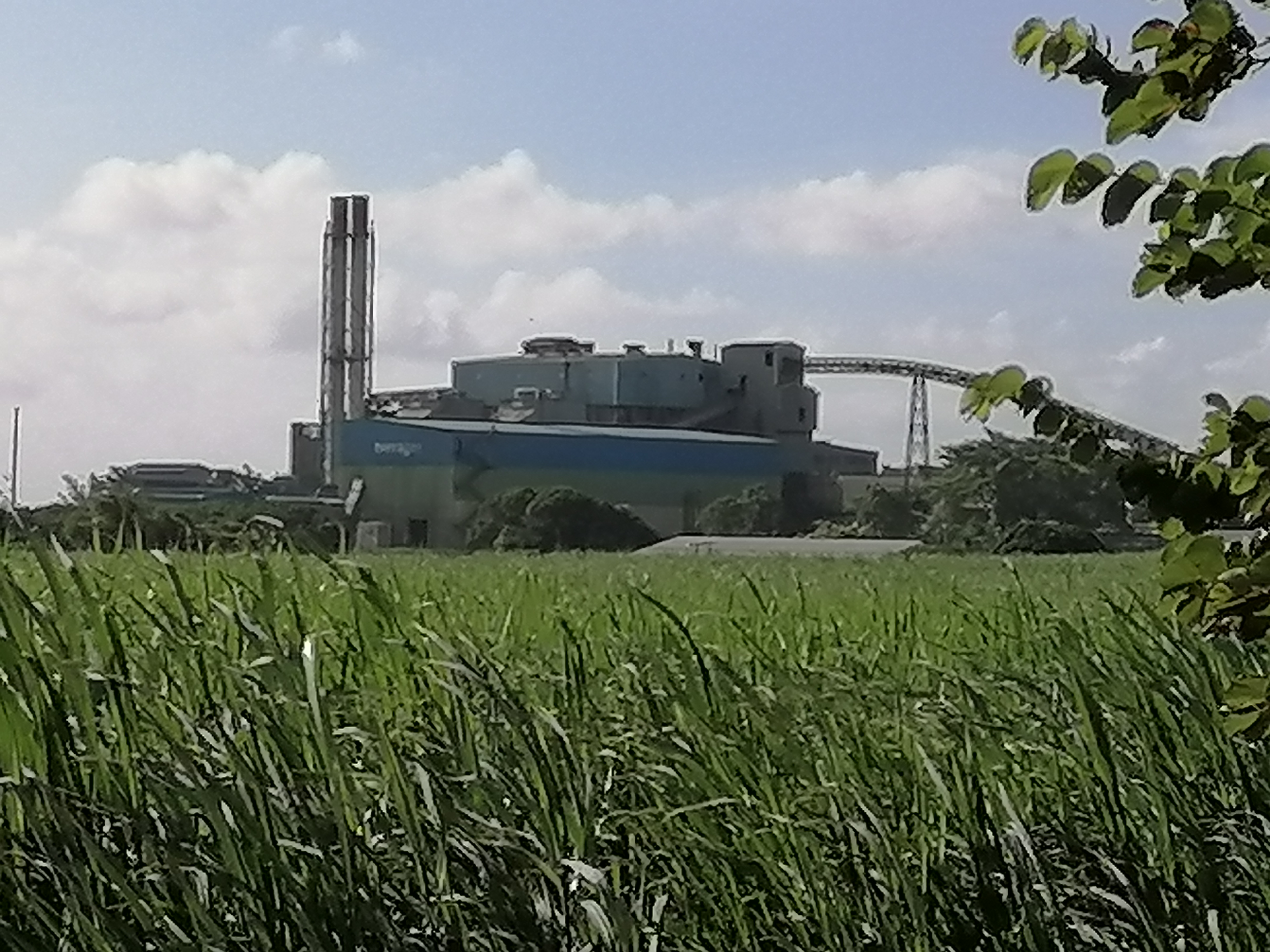
Centrale thermique de Bellevue à Mapou, dans le nord de l'Île Maurice

En 2015, Terragen lance une initiative consistant à récolter sur certaines surfaces 50 % de la paille de canne laissée aux champs après la coupe de la canne. Celle-ci est compactée en ballots de 500 kg, transportés pour être utilisés comme combustible dans les centrales électriques en remplacement du charbon. À raison de 15 tonnes de pailles broyées par heure, ces ballots sont broyés avant d’être mélangés à de la bagasse.
Mais le charbon reste essentiel à son fonctionnement en raison du caractère saisonnier de l'exploitation de la canne à sucre, qu'il faut compenser le reste de l'année. La centrale produisait du courant à partir de la canne, soit la bagasse entre avril et décembre, période de la coupe avec environ 4 000 tonnes de bagasse broyées, et du charbon pour faire tourner ses turbines le reste de l'année. En avril 2022, la centrale thermique de Mapou cesse de fonctionner en raison d'une pénurie de charbon sur le marché mondial lié à la guerre en Ukraine.

##### Savannah
La centrale thermique de Savannah, mise en service en 2007, fonctionne essentiellement avec de la bagasse. Elle est détenue par OTEO LB est une société regroupant Omnicane, Albioma et le Sugar Investment Trust ; Albioma détient 25 % de chacune de ces centrales.
En 2016, Omnicane et Albioma mettent en service sur le site de Savannah une installation destinée à réduire le carbone présent dans les résidus de charbon. Cette innovation baptisée « Carbon Burn Out », devrait traiter en 2019 près de 40 % du tonnage des sous-produits de combustion générés par l’activité des centrales de Savannah, Terragen et Saint-Aubin, puis de les valoriser comme additif au ciment dans le secteur du bâtiment et des travaux publics.

##### Alteo Energy Ltd
Située sur les terres de la sucrerie de Flacq Union Estates Ltd à Union-Flacq, la centrale d’Alteo Energy Ltd fonctionneà la bagasse et au charbon. La capacité de ses turbines est de 41 MW et elle exporte jusqu’à 170 GWh au CEB. Alteo a également une centrale solaire de 38 016 panneaux photovoltaïques sur 14 hectares à Beau-Champ, qui exporte 16 GWh par an.

#### Potentiel et production d'énergie renouvelable de l’Île Maurice
En janvier 2017, un classement des 55 pays africains par capacités installées de production d'énergies renouvelables est publiée par l'Agence internationale pour les énergies renouvelables (Irena), dans lequel l’île Maurice est classée à la 29ème position avec 170 MW de capacités installée. Cette place est encourageante compte tenu de la place de l’île Maurice dans la démographie africaine (0,1 % de la population du continent) et sa superficie (0,01 %), alors que le CEB a pour objectif d'atteindre 35 % de sa capacité en énergies renouvelables d’ici 2025 et 60 % d’ici 2030.
En novembre 2017, l’Île Maurice lance avec le soutien du Fonds vert pour le climat et la participation du Programme des Nations unies pour le développement, un projet de 191 millions dollars pour réduire ses importations d’hydrocarbures et d’accélérer sa mutation vers une économie bas carbone. Le projet doit permettre de renforcer la capacité du réseau électrique à intégrer l’énergie produite par les centrales d’énergies renouvelables, et de rendre opérationnel l'Agence Mauricienne pour les Énergies Renouvelables, dont le projet a été annoncé en mai 2015 par le Ministre de l'Énergie Ivan Collendavelloo.
Le gouvernement mauricien produit en 2019 une feuille de route intitulée Renewable Energy Roadmap 2019 for the Electricity Secor. L'objectif est de parvenir à 35 % en 2025 en ajoutant 72 MW de solaire, 33 MW de biomasse et 20 MW à partir de la valorisation des déchets (Waste to energy).
En 2022, la part d’énergies renouvelables à partir du soleil, du vent et des déchets dans le mix énergétique est de 23,45 %.

##### Potentiel de production à partir de biomasse
Les principaux exploitants sucriers de l'île Maurice, Alteo, Terragen et Omnicane, étaient aussi producteurs d'énergie grâce à la valorisation de leurs déchets agricoles pour la biomasse. Le choix s’est arrêté sur la paille de canne qui présente deux avantages : la grande quantité disponible sur l’île et le fort pouvoir calorifique de cette matière lorsqu’elle est séchée, une tonne de paille permettant de produire 1000 kWh d’électricité et deux tonnes de paille remplacent une tonne de charbon. L'exploitation de cette paille ne se fait pas au détriment des débouchés historiques de la canne à sucre (puisque celle-ci donne toujours du sucre, de l’éthanol et du rhum), et permet même de pérennise sur la filière en apportant une rémunération supplémentaire aux petits planteurs.

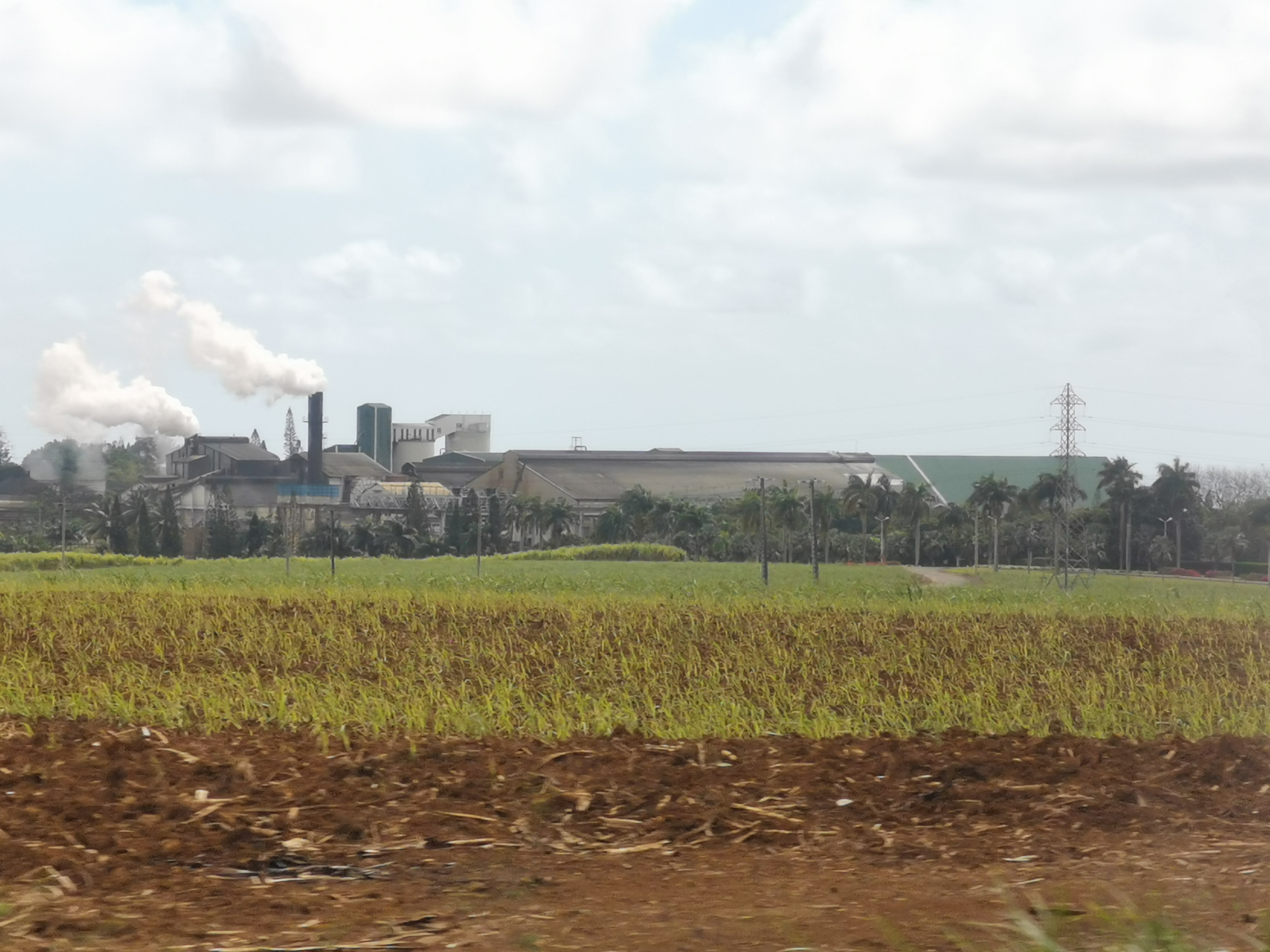
Raffinerie sucrière dans le district de Flacq fermée en 2020

En juin 2020, toutefois, Alteo ferme sa seule raffinerie sucrière de l'île en raison d'une chute des approvisionnements en sucre brut et des superficies emblavées en canne à sucre. En effet, la production de canne à sucre est en baisse principalement en raison de la concurrence internationale qui diminue les débouchés à l’exportation, passant d'environ 4,2 millions de tonnes en 2011 à environ 3,2 millions de tonnes en 2018. Parallèlement, le déclin de la bagasse a accompagné celui de la production sucrière, conjugué à la hausse de consommation d'énergie primaire à Maurice sur la même période, l'a fait passer de 45,5 % du mix énergétique en 1990 à 14,4 % en 2018.
L'incinération des déchets ménagers est aussi une source de production électrique possible à partir de biomasse, et pourrait, selon le conseiller en stratégie durable Jean-Luc Wilain, contribuer à produire 4 % des besoins énergétiques annuelles du pays tout en éliminant 280.000 tonnes de déchets. Il est important de souligner ce deuxième avantage, alors que les déchets à l'île Maurice sont actuellement accumulés dans la décharge de Mare Chicose (abandonné par ses habitants en raison de l'odeur), qui arrive à saturation. Mais cette solution est encore confrontée à d'importantes réticence des populations et du gouvernement.
La compagnie Sotravic exploite toutefois une centrale au gaz naturel sur le site d’enfouissement de Mare-Chicose depuis 2012, dotée de trois générateurs de 3,3 MW qui produisent 22 GWh par an, soit 1 % de la capacité totale du réseau électrique. Celle-ci alimente 50 000 foyers.

##### Potentiel hydroélectrique
Selon l'International Hydropower Association (IHA), la puissance installée des centrales hydroélectriques de l’île Maurice s'élevait à 61 MW fin 2021, soit 0,16 % du total africain, au 34e rang en Afrique, loin derrière l'Éthiopie (4 074 MW) ; Madagascar a 186 MW et la Réunion 134 MW.
L'énergie hydroélectrique est exploitée à l’île Maurice depuis la fin du XIXe siècle, précédent de longue date les centrales thermiques construites, et fonctionnent sur les cascades et les rivières dont les débits sont suffisants, principalement celles de Tamarin et de Réduit. Au total, en 2020, une dizaine de centrales hydroélectriques étaient gérées par le CEB, auxquelles s'ajoutent d'autre centrales indépendantes, regroupées au sein des « Independent Power Producers ». Si ces centrales ont joué un rôle crucial dans le développement économique de l'île, leur vulnérabilité en cas de sécheresse (comme lorsque leur production a été diminuée de 40 % entre 2010 et 2011), les ont fait être remplacées par des centrales thermiques, plus fiables et plus pilotables.
Les principales centrales hydroélectriques pilotées par le CEB sont les suivantes :     
| Centrale hydroélectrique           | Nombre de turbines | Capacité de production | Année de mise en service |
| ---------------------------------- | ------------------ | ---------------------- | ------------------------ |
| Champagne Hydro Power Station      | 2                  | 28 MW                  | 1984                     |
| Ferney Hydro Power Station         | 2                  | 10 MW.                 | 1971                     |
| Tamarind Falls Hydro Power Station | 4                  | 9,5 MW                 | 1945 à 1987              |
| Val Hydro Power Station            | 2                  | 4 MW                   | 1961                     |
| Ferme Hydro Power Station          | 1                  | 1,2 MW.                | 1988                     |
| A.I. ATCHIA Hydro Power Station    | 1                  | 1 MW.                  | 1984                     |
| Cascade Cecile Hydro Power Station | 1                  | 1 MW.                  | 1963                     |
| Magenta Hydro Power Station        | 1                  | 0,9 MW                 | 1960                     |
| Nicolière F.C Hydro Power Station  | 1                  | 0,35 MW.               | 2010                     |
| Midlands Hydro Power Station       | 1                  | 0,35 MW.               | 2013                     |
| Total                              | 16                 | 56,3 MW                |                          |

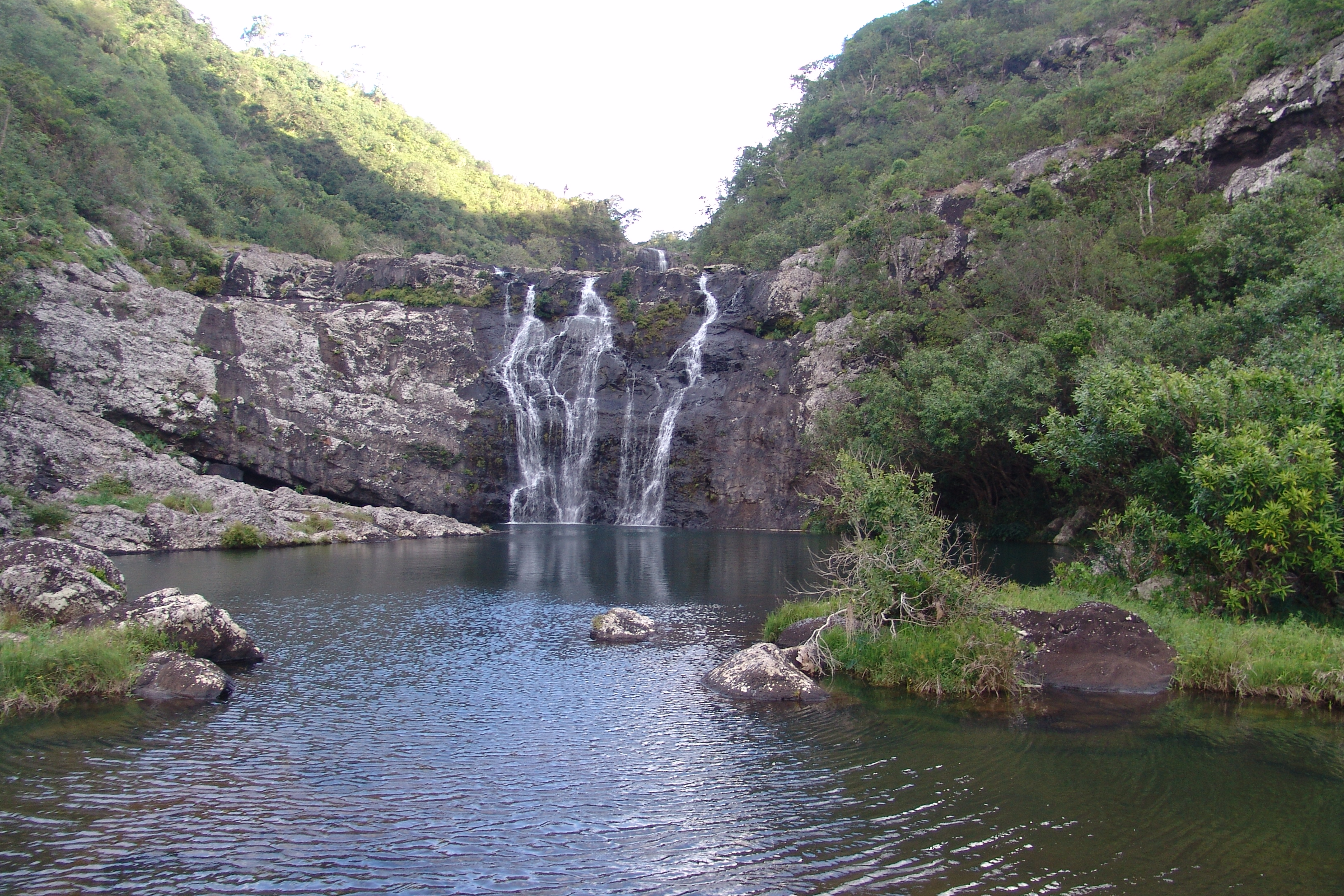
Les chutes de Tamarin ont été utilisées pour produire de l’hydroélectricité de 1945 à 1987.

En 2021, un nouveau projet d'une nouvelle centrale hydroélectrique d'une capacité de production de 100 kWh est annoncé par la « Renewable Energy Technologies program » administré par Agence Mauricienne pour les Énergies Renouvelables. Ce projet sera le pilote d'un nouveau système de production, le « Tesla Cascading Hydropower Plant ».

##### Potentiel photovoltaïque
Maurice a un bon potentiel de production d'énergie solaire, avec une valeur moyenne annuelle de rayonnement solaire d'environ 6 kWh/m²/jour. Huit centrales photovoltaïques génèrent 71 MW d’énergie solaire : Sarako, AKUO et Voltas sont des centrales photovoltaïques avec une capacité de 12 MW à 15 MW.
Pour atteindre ses objectifs en matière d'énergies renouvelables, le CEB mise sur une production décentralisée d'électricité encourageant les initiatives indépendantes, notamment via la distribution de plusieurs milliers de « kits solaires » sous forme de panneaux photovoltaïques posés gratuitement sur les toits de clients résidentiels. Outre d'évidents bénéfices écologiques, le projet « Small Scale Distributed Generation » a également pour objectif principal d’alléger la facture énergétique de l’État des importations de combustibles fossiles. En janvier 2018, le fonds d’Abu Dhabi pour le développement et l’Agence internationale de l’énergie renouvelables concèdent un prêt de 10 millions de dollars à l’île Maurice pour l’installation de 10 000  systèmes solaires domestiques destinées fournir de l'électricité à 35.000 personnes à bas revenu, permettant ainsi dans le même temps de lutter contre la précarité énergétique,.
Selon l'IRENA, ces 10.000 kits solaires pourraient augmenter la capacité domestique de production d'énergie de 10 MW, contribuer à réduire de les émissions annuelles de CO2 de 15.000 tonnes, et une économie annuelle de 400.000 dollars grâce à la réduction d’importations de combustibles fossiles. En juin 2014, la première ferme photovoltaïque de l’île, d'une capacité de 15 MW est mise en service au village Bambous par l'entreprise fondée l'année précédente Sarako avec la collaboration de l'entreprise allemande Tauber Solar[réf. souhaitée].
En avril 2020, l’Agricultural Marketing Board a lance un appel d’offres pour la construction d’une centrale solaire photovoltaïque sur son domaine situé dans le district de Moka sur le plateau central de l’île.
En février 2021 les gouvernements indien et mauricien signent un accord de coopération économique globale incluant la construction d'une ferme solaire photovoltaïque d'une capacité de production de 8 MW à proximité des chutes de Tamarin.

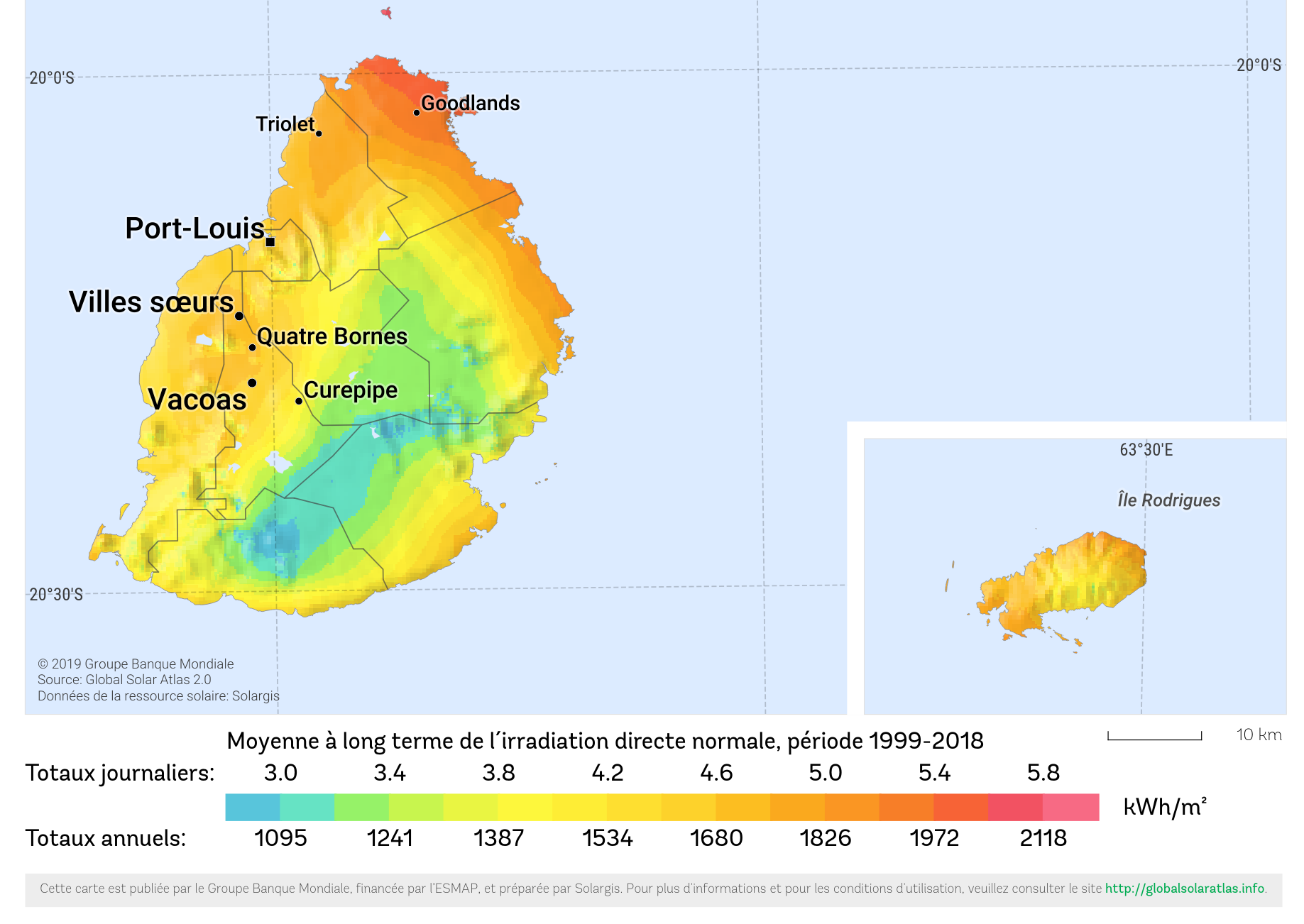
Cartographie du potentiel de production d'énergie solaire photovoltaïque de l’Île Maurice et de Rodrigues par la Banque mondiale

Les principales centrales photovoltaïques pilotées par le CEB sont les suivantes :   
| Centrale solaires         | Localisation    | Capacité de production (MW) |
| ------------------------- | --------------- | --------------------------- |
| Sarako                    | Bambous         | 15                          |
| Solar field Ltd           |                 | 1,99                        |
| Synnove - L'Espérance     |                 | 1,44                        |
| Synnove - Petite Retraite | Petite Retraite | 1,44                        |
| Volta Yellow              |                 | 13;60                       |
| Volta Green               |                 | 12,24                       |
| Helios                    |                 | 9                           |
| AKUO                      |                 | 15                          |
| CEB Green                 |                 | 1,7                         |
| SPV Petite Rivière        | Petite rivière  | 4,88                        |
| Total                     |                 | 76,29                       |

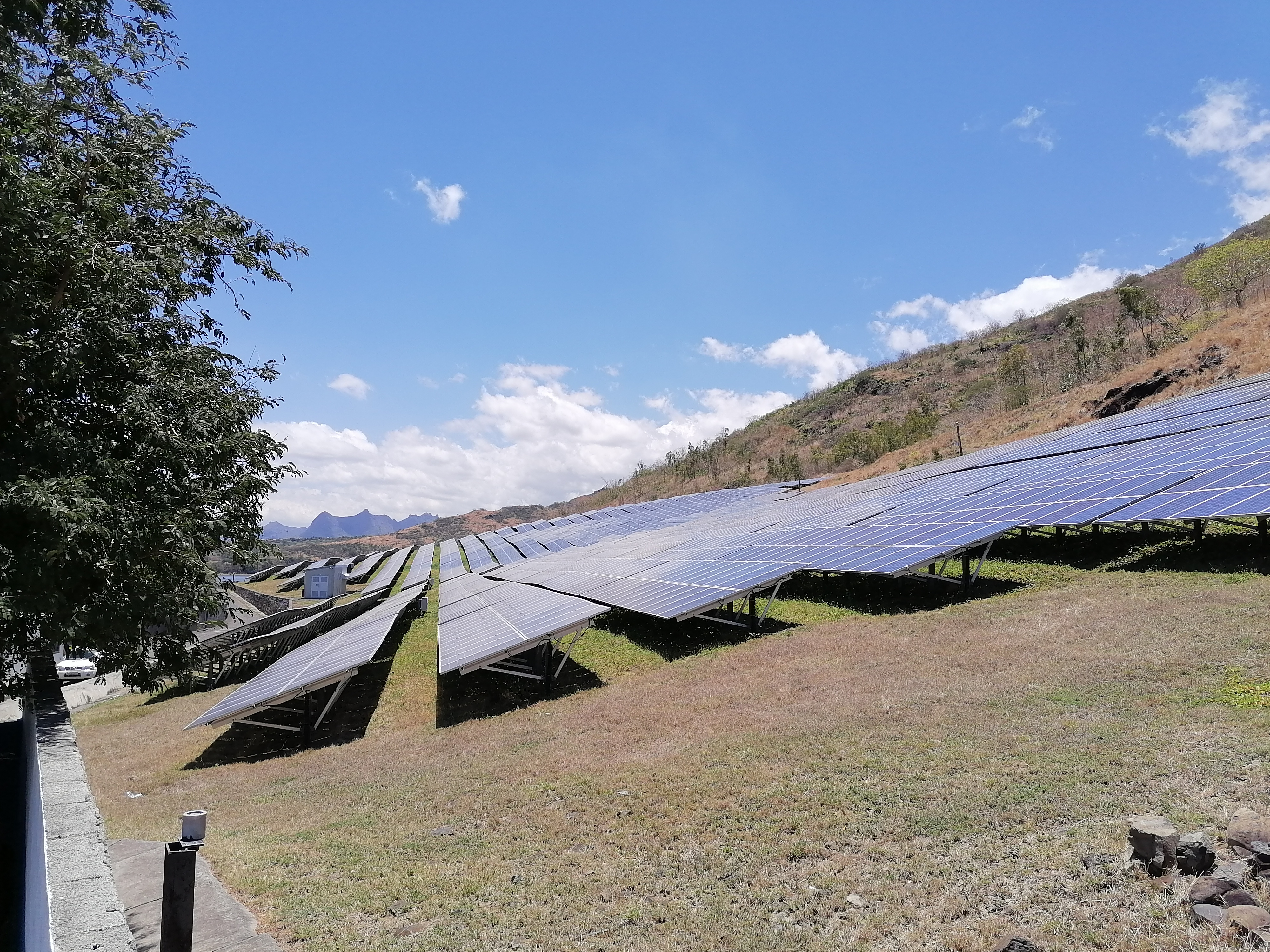
Ferme solaire de Sakaro à Bambous, Maurice
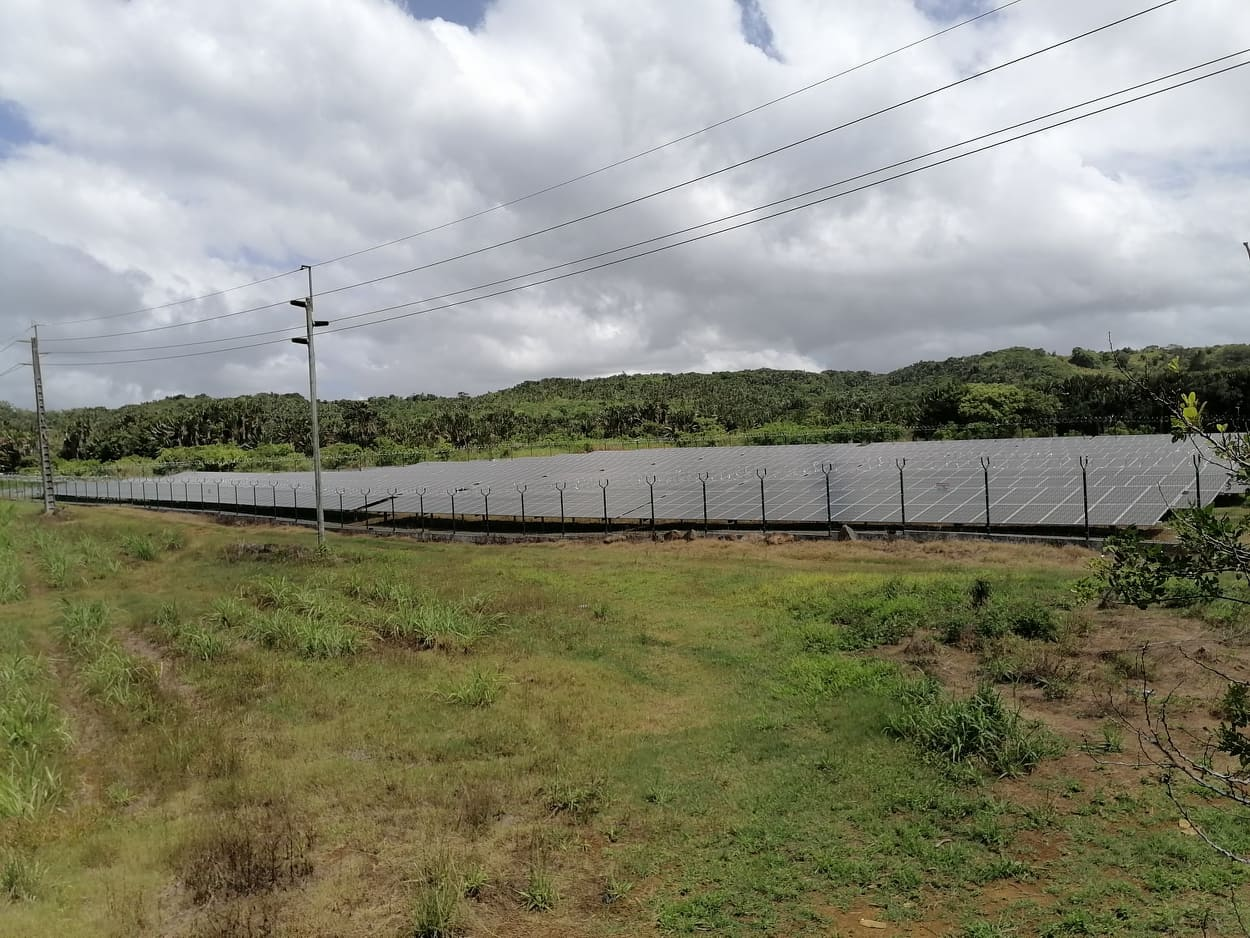
Ferme solaire photovoltaïque à proximité des chutes de Tamarin

##### Potentiel éolien
La situation insulaire du pays lui donne un potentiel intéressant sur l'exploitation de l'énergie du vent dont la vitesse moyenne annuelle est de 8,1 m/s à 30 m au-dessus du sol. Cependant, à l'instar de l'énergie solaire, celle-ci n'est encore qu'en phase de démarrage.
En juillet 2021, un seul projet de ferme éolienne était connu à l’Île Maurice, celui du Plaine-des-Roches (opérationnel depuis 2016), qui fournit au CEB une moyenne de 9,35 MW grâce à ses 11 turbines. Un autre parc est toutefois en projet, lancé en 2017 par le CEB, et sera situé dans le centre de l'île à Mare aux Vacoas, comporter 14 turbines qui assureront une production électrique de 29,4 MW.
À noter enfin que le CEB exploite deux petites fermes éoliennes sur l'île de Rodrigues, la Grenade Wind Farm, d'une capacité de production électrique de 1,1 MW et la Trefles Wind Power Station d'une capacité de production de 0,18 MW. Mais la principale centrale électrique du CEB sur lîle de Rodrigues, la Pointe Monnier Power Station d'une capacité de production de 6,4 MW, est thermique.

##### Potentiel géothermique
En juin 2021, l’Île Maurice fait partie d'une liste de pays d'Afrique de l'Est destinataires d'une enveloppe de la Banque européenne d'investissement destinée au développement de ressources géothermiques.

##### Déploiement de système de stockage d'électricité
En janvier 2019, le CEB procède à l’installation de quatre nouvelles batteries d’une capacité totale de 14 MW après celles de 4 MW installées à Henrietta, un quartier de Vacoas-Phoenix en 2018. Celles-ci permettent au réseau local de multiplier par six la quantité d'électricité issues des sources renouvelables.
En décembre 2021, le Ministre de l’Energie et des services publics, Hon Georges Pierre Lesjongard inaugure un système de stockage d’énergie par batterie réparti sur quatre sous-stations du Central Electricity Board, La Tour Koenig (2MW), Anahita (4MW), Wooton (4MW) et Jin Fei (4MW). Ce dernier souligne que la mise en service du BESS de 14 MW est une étape importante dans l’objectif du pays d’augmenter la production d’énergie renouvelable, afin de réduire la dépendance du pays vis-à-vis des combustibles fossiles et de diminuer de 40 % les émissions de gaz à effet de serre d’ici 2030.

## Consommation d'énergie à l’Île Maurice

### Consommation par secteur économique
En 2018, la consommation d'électricité était répartie entre le secteur tertiaire commercial (955 GWh) et le secteur industriel (760 GWh).
L'économie de l'Île Maurice est dominée par le secteur tertiaire (principalement le tourisme et les services financiers) qui représente 77 % du produit intérieur brut en 2018, tandis que l'industrie en représente environ 20 %. La production industrielle de l’Île Maurice est dominée par l'agroalimentaire, principalement le sucre (environ 323.400 tonnes produites en 2018), la mélasse, le thé, la bière (principalement la Phoenix), et le textile.

### Les transports

#### Parc des véhicules thermiques

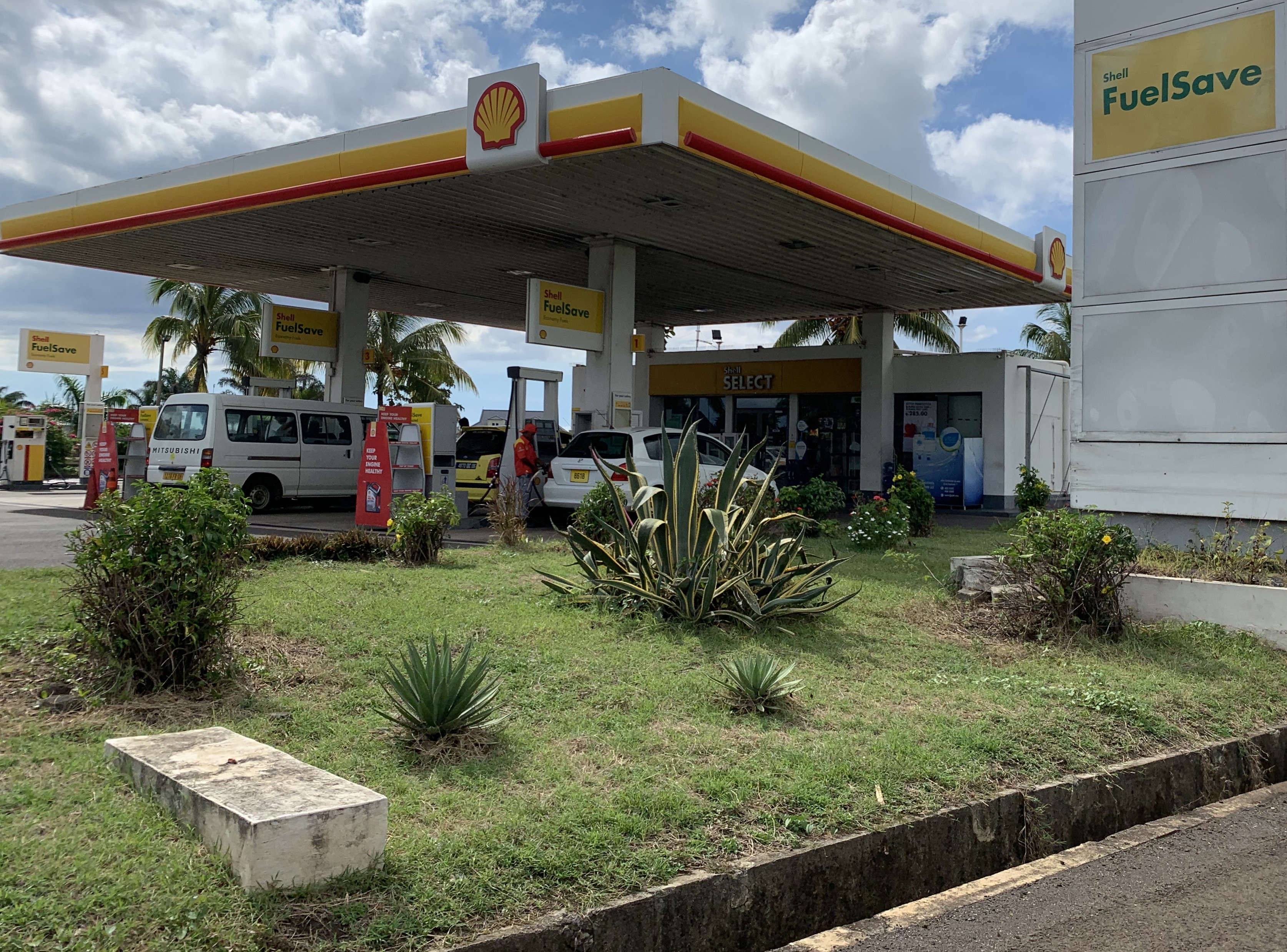
Une station-essence de Shell à proximité de Bambous.

Avec l'électricité, l'autre principal poste de consommation d'énergie fossile de l’île Maurice est le secteur des transports. Entre 2000 et 2018, le nombre de véhicules motorisés en circulation est passé d'environ 400 000 à environ 556 000, soit une hausse de 39 %.
En 2018, sur ces 556 000 véhicules motorisés en circulation (soit un peu moins d'un pour deux habitants), 229 000, soit environ 40 %, étaient des voitures privées, dont le nombre a augmenté de 80 % depuis 2000. Les transports en commun sont alors essentiellement constitués de bus (environ 3000 en circulation) et surtout de vans partagés (environ 28.500 en circulation).
L'île est reliée au reste du monde ainsi qu'à Rodrigues qui est aussi sous sa souveraineté par l'aéroport international Sir-Seewoosagur-Ramgoolam pour les voyageurs, et par le port de Port-Louis pour les marchandises.

#### Électrification des transports en commun

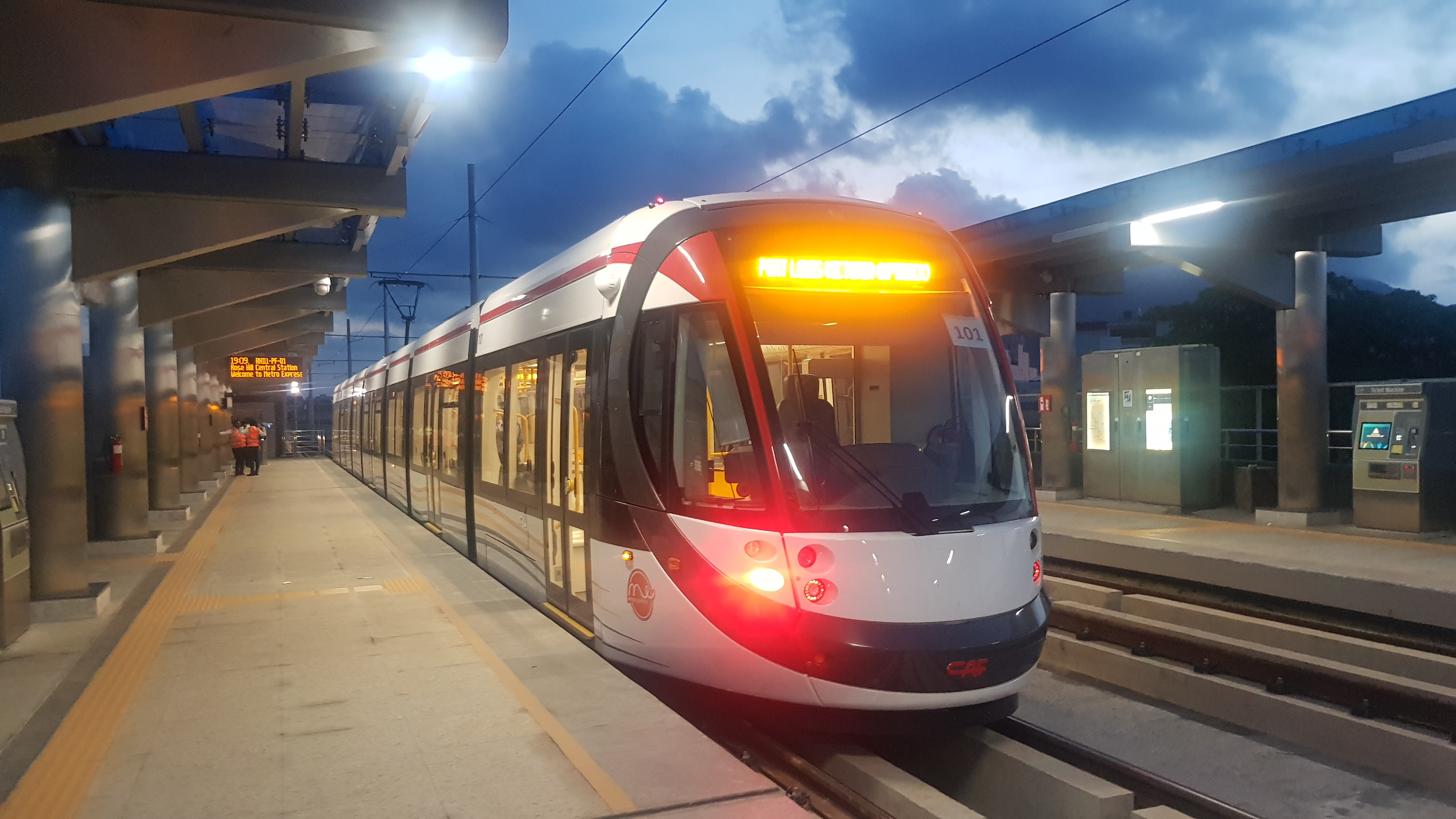
Métro express de Maurice mis en service en septembre 2019

En juillet 2017, le Premier ministre Pravind Jugnauth annonce la signature d'un contrat avec l'entreprise indienne Larsen & Toubro Ltd pour la construction d'un métro de surface pour un montant de 537 millions de dollars, avec pour ambition de réduire fortement les coûts liés au trafic routier (environ 115 millions de dollars) ainsi que les émissions de CO2. Celui-ci est inauguré le 30 septembre 2019, opérationnel sur un tracé de 13 kilomètres, soit la moitié du tracé total prévu à la fin de la construction prévue pour 2022.
En octobre 2020, un an après son inauguration, le Metro Express franchit le cap de 2 millions de passagers transportés. Sa mise en service permet de diminuer de 15 % le nombre d’accidents graves de la route.
En février 2022, le Premier ministre Pravind Jugnauth annonce le lancement du premier autobus électrique de la Compagnie nationale de transport.

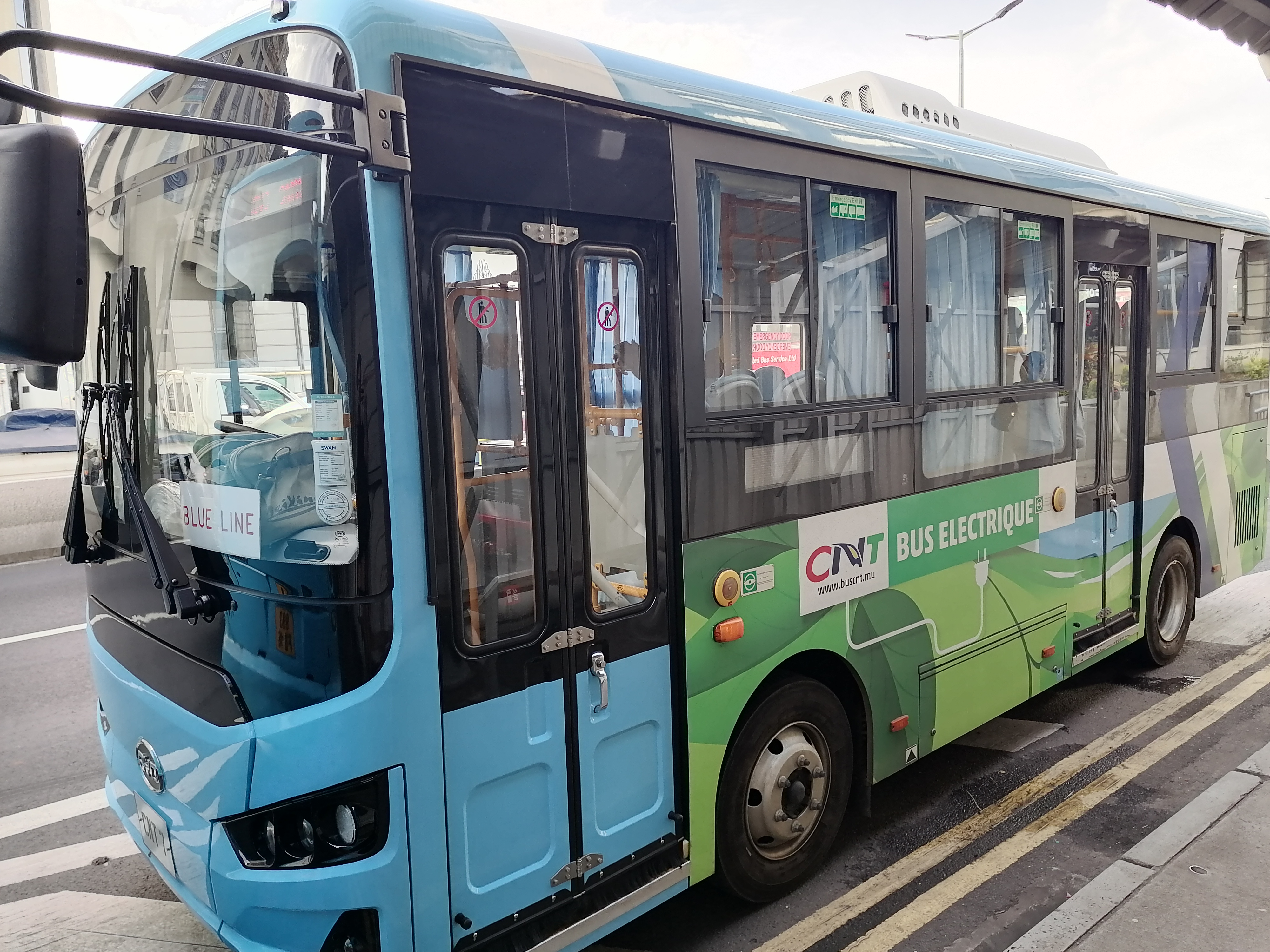
Bus électrique de la compagnie nationale de transport à Port-Louis

### Le secteur résidentiel

#### Consommation des ménages
En 2018, la consommation d'électricité était répartie à part à peu près équivalentes des ménages était d'environ 900 GWh/h. En avril 2020, le CEB déclare que la consommation électrique mauricienne en journée a diminué de 50 % en raison du confinement mis en place pour lutter contre la pandémie de Covid-19, celle-ci étant principalement due à la baisse d’activité des bureaux, des usines, des hôtels, et des hypermarchés.

#### Les «Smart Cities»
En 2015, le « Smart City Scheme » a été lancé par le Board of Investment avec pour objectif principal de créer 5 villes nouvelles capables de gérer de manière autonome leur énergie, eau et déchets, procurer de la connectivité et réduire les problèmes de circulation en proposant dans un même espace de proximité des logements, lieux de travail, et services. Ces nouvelles villes sont inspirées de la cité-État Singapour pour son autonomie, son intégration de hautes technologies et sa bonne performance environnementale classée quatrième au classement de l’Environmental Performance Index de l’université de Yale et de Columbia. Des multinationales telles que Google, Veolia, EDF, Siemens prévoient de s'y implanter, entraînant potentiellement un nombre important de PME et de start-ups mauriciennes et s’esquisser des pôles de compétences.